# Grand Prix-wegrace van Argentinië 1961
De Grand Prix-wegrace van Argentinië 1961 was de elfde en laatste race van het wereldkampioenschap wegrace-seizoen 1961. De races werden verreden op 15 oktober 1961 op het Autódromo Oscar Alfredo Gálvez in Buenos Aires. Aan de start kwamen de 125cc-klasse, de 250cc-klasse en de 500cc-klasse. Alleen in de 125cc-klasse was de wereldtitel nog niet beslist.

## Algemeen
De Grand Prix van Argentinië was de eerste WK-Grand Prix uit de geschiedenis die buiten Europa werd georganiseerd. In totaal waren er slechts 17 starters. Voor de meeste privérijders was de verre reis onbetaalbaar en van de weinige nog bestaande fabrieksteams bleef MV Agusta thuis. Alleen Honda verscheen met een behoorlijke delegatie omdat de 125cc-wereldtitel voor het grijpen lag en Yamaha stuurde in elk geval Fumio Ito. In totaal bereikten - over drie klassen verspreid - slechts 11 deelnemers de finish. Een kleine mijlpaal was de eerste WK-overwinning voor Matchless.

## 500cc-klasse
In de 500cc-race stonden slechts zes coureurs aan de start, waarvan er slechts twee over de finish reden. Europese privérijders waren er niet, maar de Canadees Frank Perris wel. Hij was door een derde plaats in de GP van Zweden op schootsafstand van de derde plaats in het WK gekomen. Bob McIntyre en Alistair King stonden nog voor hem, maar die kwamen niet naar Argentinië. De Argentijn Jorge Kissling won de race voor zijn landgenoot Juan Carlos Salatino. Perris viel tien ronden voor het einde uit, maar toen waren de andere deelnemers ook al uitgevallen. Perris werd als derde geklasseerd, kreeg zijn vier punten en eindigde in de WK-stand inderdaad op de derde plaats.
| Pos | Coureur              | Merk      | Tijd       | Punten |
| --- | -------------------- | --------- | ---------- | ------ |
| 1   | Jorge Kissling       | Matchless | 1:39"06'5  | 8      |
| 2   | Juan Carlos Salatino | Norton    | +2'8       | 6      |
| 3   | Frank Perris         | Norton    | +10 ronden | 4      |
| 4   | Juan Perkins         | Norton    | +17 ronden | 3      |
| 5   | Eduardo Salatino     | Norton    | +17 ronden | 2      |
| 6   | Horacio Costa        | Matchless | +17 ronden | 1      |

| Coureur           | Merk      | Oorzaak     |
| ----------------- | --------- | ----------- |
| Bert Schneider    | Norton    | Privérijder |
| Jack Findlay      | Norton    | Privérijder |
| Ron Miles (†)     | Norton    | Overleden   |
| Tom Phillis       | Norton    | Privérijder |
| Mike Duff         | Matchless | Privérijder |
| Fritz Messerli    | Matchless | Privérijder |
| Gyula Marsovszky  | Norton    | Privérijder |
| Roland Föll       | Matchless | Privérijder |
| Ernst Hiller      | BMW       | Privérijder |
| Hans-Günter Jäger | BMW       | Privérijder |
| Lothar John       | BMW       | Privérijder |
| Anssi Resko       | Norton    | Privérijder |
| Antoine Paba      | Norton    | Privérijder |
| Alistair King     | Norton    | Privérijder |
| Bob McIntyre      | Norton    | Privérijder |
| John Farnsworth   | Norton    | Privérijder |
| Mike Hailwood     | MV Privat | Teambeleid  |
| Peter Chatterton  | Norton    | Privérijder |
| Phil Read         | Norton    | Privérijder |
| Ron Langston      | Matchless | Privérijder |
| Tom Thorp         | Norton    | Privérijder |
| Tony Godfrey      | Norton    | Privérijder |
| Alberto Pagani    | Norton    | Privérijder |
| Peter Pawson      | Norton    | Privérijder |
| Gary Hocking      | MV Privat | Teambeleid  |
| Paddy Driver      | Norton    | Privérijder |

### Top tien eindstand 500cc-klasse
| Pos | Coureur              | Merk                  | Ptn     |
| --- | -------------------- | --------------------- | ------- |
| 1   | Gary Hocking         | MV Agusta / MV Privat | 48 (56) |
| 2   | Mike Hailwood        | Norton / MV Privat    | 40 (55) |
| 3   | Frank Perris         | Norton                | 16      |
| 4   | Bob McIntyre         | Norton                | 14      |
| 5   | Alistair King        | Norton                | 13      |
| 6   | Bert Schneider       | Norton                | 9       |
| 7   | Jorge Kissling       | Matchless             | 8       |
| 8   | Ron Langston         | Matchless             | 7       |
| 9   | Juan Carlos Salatino | Norton                | 6       |
| 10  | Paddy Driver         | Norton                | 5       |
| 10  | Mike Duff            | Matchless             | 5       |

## 250cc-klasse
In de 250cc-klasse kwamen slechts zes coureurs aan de start, waaronder vier Honda-coureurs (Benedicto Caldarella had voor de gelegenheid ook een Honda RC 162 gekregen) en Fumio Ito met zijn Yamaha RD 48. Tom Phillis won de race voor Kunimitsu Takahashi en Jim Redman. Caldarella viel uit evenals landgenoot Victorio Minguzzi, waardoor er slechts vier rijders werden geklasseerd.
| Pos | Coureur             | Merk   | Tijd      | Punten |
| --- | ------------------- | ------ | --------- | ------ |
| 1   | Tom Phillis         | Honda  | 1:04"45'4 | 8      |
| 2   | Kunimitsu Takahashi | Honda  | +27'2     | 6      |
| 3   | Jim Redman          | Honda  | +3 ronden | 4      |
| 4   | Fumio Ito           | Yamaha | +7 ronden | 3      |

| Coureur              | Merk    | Oorzaak |
| -------------------- | ------- | ------- |
| Benedicto Caldarella | Honda   |         |
| Victorio Minguzzi    | Bultaco |         |

| Coureur           | Merk      | Oorzaak      |
| ----------------- | --------- | ------------ |
| Luigi Taveri      | Honda     | Teambeleid   |
| František Šťastný | Jawa      | Teambeleid   |
| Ernst Degner      | MZ        | Geen machine |
| Hans Fischer      | MZ        | Teambeleid   |
| Werner Musiol     | MZ        | Teambeleid   |
| Alan Shepherd     | MZ        | Teambeleid   |
| Bob McIntyre      | Honda     | Privérijder  |
| Dan Shorey        | NSU       | Privérijder  |
| John Hartle       | Honda     | Privérijder  |
| Mike Hailwood     | Honda     | Privérijder  |
| Silvio Grassetti  | Benelli   | Teambeleid   |
| Tarquinio Provini | Morini    | Teambeleid   |
| Naomi Taniguchi   | Honda     | Teambeleid   |
| Sadao Shimazaki   | Honda     | Teambeleid   |
| Yoshikazu Sunako  | Yamaha    | Teambeleid   |
| Gary Hocking      | MV Privat | Teambeleid   |

### Top tien eindstand 250cc-klasse
| Pos | Coureur             | Merk                  | Ptn     |
| --- | ------------------- | --------------------- | ------- |
| 1   | Mike Hailwood       | Mondial / Honda       | 44 (54) |
| 2   | Tom Phillis         | Honda                 | 38 (45) |
| 3   | Jim Redman          | Honda                 | 36 (51) |
| 4   | Kunimitsu Takahashi | Honda                 | 29 (30) |
| 5   | Bob McIntyre        | Honda                 | 14      |
| 6   | Tarquinio Provini   | Morini                | 10      |
| 7   | Silvio Grassetti    | Benelli               | 10      |
| 8   | Gary Hocking        | MV Agusta / MV Privat | 8       |
| 9   | Fumio Ito           | Yamaha                | 7       |
| 10  | Luigi Taveri        | Honda                 | 6       |

## 125cc-klasse
De 125cc-race werd gewonnen door Tom Phillis, maar hij kreeg flinke tegenstand van Jim Redman. Zonder deelname van Ernst Degner kon Phillis met gemak wereldkampioen worden, maar voor Redman stond de derde plaats in de WK-stand op het spel, zeker nu Luigi Taveri er ook niet was. Toch moest Redman 0,1 seconde toegeven op Phillis, waardoor hij in de eindstand vierde werd. Kunimitsu Takahashi finishte als derde.
| Pos | Coureur             | Merk    | Tijd      | Punten |
| --- | ------------------- | ------- | --------- | ------ |
| 1   | Tom Phillis         | Honda   | 1:08"54'9 | 8      |
| 2   | Jim Redman          | Honda   | +0'1      | 6      |
| 3   | Kunimitsu Takahashi | Honda   | +13'2     | 4      |
| 4   | Sadao Shimazaki     | Honda   | +1 ronde  | 3      |
| 5   | Naomi Taniguchi     | Honda   | +1 ronde  | 2      |
| 6   | Héctor Pochettino   | Bultaco | +2 ronden | 1      |

| Coureur          | Merk        | Oorzaak      |
| ---------------- | ----------- | ------------ |
| Luigi Taveri     | Honda       | Teambeleid   |
| Ernst Degner     | EMC         | Geen machine |
| Hans Fischer     | MZ          | Teambeleid   |
| Walter Brehme    | MZ          | Teambeleid   |
| Werner Musiol    | MZ          | Teambeleid   |
| Alan Shepherd    | MZ          | Teambeleid   |
| Mike Hailwood    | EMC / Honda | Privérijder  |
| Ralph Rensen (†) | Bultaco     | Overleden    |
| László Szabó     | MZ          | Teambeleid   |

| Coureur             | Merk    |
| ------------------- | ------- |
| Ricardo Quintanilla | Bultaco |
| Phil Read           | EMC     |
| Rex Avery           | EMC     |
| John Grace          | Bultaco |
| Teisuke Tanaka      | Honda   |
| Ulf Svensson        | Ducati  |

### Top tien eindstand 125cc-klasse
| Pos | Coureur             | Merk        | Ptn     |
| --- | ------------------- | ----------- | ------- |
| 1   | Tom Phillis         | Honda       | 44 (56) |
| 2   | Ernst Degner        | MZ          | 42 (45) |
| 3   | Luigi Taveri        | Honda       | 29 (31) |
| 4   | Jim Redman          | Honda       | 28 (37) |
| 5   | Kunimitsu Takahashi | Honda       | 24      |
| 6   | Mike Hailwood       | EMC / Honda | 16      |
| 7   | Alan Shepherd       | MZ          | 12      |
| 8   | Walter Brehme       | MZ          | 7       |
| 9   | Teisuke Tanaka      | Honda       | 6       |
| 10  | Sadao Shimazaki     | Honda       | 5       |
| 10  | Werner Musiol       | MZ          | 5       |

## Trivia

### Ernst Degner
Ernst Degner stond na de Grand Prix van Zweden nog aan de leiding van het 125cc-wereldkampioenschap, maar hij vluchtte vanuit Zweden naar het vrije Westen en kon dus niet meer over zijn (Oost-Duitse) MZ RE 125 beschikken. Hij reisde na zijn vlucht rechtstreeks naar het Verenigd Koninkrijk waar hij een 125cc-EMC leende, waarschijnlijk de machine die al door Mike Hailwood en Phil Read was gebruikt. Dat was nodig omdat hij slechts in de punten hoefde te eindigen om wereldkampioen te worden. De EMC arriveerde echter te laat in Argentinië. Degner zelf was er wel, ongetwijfeld met financiële steun van Suzuki, dat hem bij zijn vlucht had geholpen. Degner zag een complot in het te laat arriveren van zijn machine, hetzij tussen het DDR-regime en de linkse Argentijnse regering, hetzij tussen de communisten en invloedrijke naar Argentinië uitgeweken Nazi's. Hij had inderdaad gemakkelijk punten kunnen scoren in de Argentinië, waar in de 125cc-race slechts zeven rijders de finish haalden.
1960 · 1961 · 1962 · 1963 · 1981 · 1982 · 1987 · 1994 · 1995 · 1998 · 1999 · 2014 · 2015 · 2016 · 2017 · 2018 · 2019 · 2022 · 2023 · 2025